# Кріс Авеллон
Кріс Авеллон (Avellone, Christopher Frederic) — американський дизайнер відеоігор і автор коміксів. Перш ніж стати фрилансером, працював у Interplay та Obsidian Entertainment. Найбільш відомий своєю роботою над серією Fallout та Planescape: Torment.

## Біографія

### Кар'єра до роботи в «Interplay» (1971—1997)
Кріс Авелон — нащадок сицилійських іммігрантів. Отримавши атестат про середню освіту у відомій Вищій школі наук і технологій ім. Томаса Джефферсона у Ферфаксі, округу Вірджинія, він продовжив навчання в Коледжі Вільяма і Мері (разом з Тоддом Говардом) і отримав ступінь бакалавра з англійської мови та має другорядну спеціальність — образотворче мистецтво у архітектурі. Протягом цього часу він писав оповідання та сценарії для настільних рольових ігор, деякі з яких були опубліковані в журналі «Dragon», що спеціалізувався на всесвіті Dungeons & Dragons.
З допомогою Брюса Гарліка, тодішнього редактора Hero Games, Кріс отримав шанс написати книгу для рольової гри «Dark Champions». Після декількох публікацій в Hero Games він вирішив, що ігровий дизайн — це варіант кар'єри.

### Робота у «Black Isle Studios» (1997—2003)
Стів Петерсон, один із засновників Hero Games, влаштував Авеллону співбесіду у Interplay, на той час великим розробником відеоігор. Його знання рольових ігор та креативні ідеї вразили представників Interplay і Авеллону запропонували посаду ігрового дизайнера у їхній дочірній студії Black Isle Studios. Приблизно в 1997 або 1998 роках молодий геймдизайнер переїхав до Орінджу (округ, Каліфорнія), де і була розташована Black Isle Studios.
З 1997 року деякий час працював над розробкою Star Trek: Starfleet Academy, а вже в 1998 році, коли Black Isle Studios почали роботу над Fallout 2, Авеллона залучили до її розробки. У той же час, Interplay придбали права на виробництво рольової відеоігри в сетингу Planescape, розробку якої довірили Авеллону. Planescape: Torment була випущена в 1999 році і часто згадується як одна з найкраще написаних в історії відеоігор. Пізніше він став провідним дизайнером проєкту під кодовою назвою Van Buren, який було скасовано в 2003 році, — пізніше стало відомо, що це була спроба Black Isle створити Fallout 3.

### Робота у «Obsidian Entertainment» (2003—2015)
Після виходу з Black Isle Studios Авеллон разом з Фергусом Уркхартом заснував Obsidian Entertainment. В Obsidian Авеллон працював над такими іграми, як Neverwinter Nights 2 та доповненням до неї Mask of the Betrayer, а також був провідним дизайнером Star Wars: Knights of the Old Republic II (2004) і Alpha Protocol (2010). Він написав «All Roads», приквел до Fallout: New Vegas, кілька коміксів по всесвіту Star Wars — «Unseen, Unheard» для серії коміксів Star Wars Tales і кілька випусків серії Star Wars: Clone Wars Adventures — «Heroes on Both Sides» та «Impregnable», усі з яких були опубліковані Dark Horse Comics. Авеллон також є старшим дизайнером Fallout: New Vegas (2010) і був режисером та провідним креативним дизайнером Dead Money, Old World Blues і Lonesome Road — розширень для Fallout: New Vegas. Авеллон був наративним дизайнером Pillars of Eternity (2015) до того, як залишив Obsidian Entertainment у червні 2015 року.

### Після виходу з «Obsidian Entertainment»
Відтоді Авеллон працював фрилансером над такими іграми, як Pillars of Eternity (2015), Torment: Tides of Numenera (2017), Prey (2017), Divinity: Original Sin II (2017), Pathfinder: Kingmaker (2018) та Into the Breach (2018).
У червні 2020 року Кріс Авеллон став фігурантом у справі про використання свого статусу для сексуальних домагань до жінок під час робочих заходів та конференцій. Після цих звинувачень Techland оголосила про припинення з ним співпраці над Dying Light 2. Gato Studios також видалили Авеллона з The Waylanders; за словами провідного сценариста Емілі Грейс Бак, Авеллон «дуже мало писав» для цього проєкту, створивши лише кілька квестів, які вони планували переписати. Paradox Interactive також заявили, що хоча Авеллон працював над ранньою версією Vampire: The Masquerade – Bloodlines 2, більша частина його роботи була перезаписана.
Кріс Авеллон опублікував заперечення звинувачень у Medium, де за нього також вступився відомий у ігровій індустрії, і за сумісництвом колега жінки-обвинувачувачки Авеллона, Джефф Джонсон, який допоміг спростувати фальшиві звинувачення. У червні 2021 року Кріс Авеллон подав зустрічний позов про наклеп проти своїх обвинувачів до суду Каліфорнії, який у підсумку виграв. А 28 вересня 2022 року подав ще один позов проти своїх обвинувачувачів — Авеллон прагне як відшкодування, так і можливості очистити своє ім'я. Цей позов про наклеп було врегульовано у березні 2023 року, у межах угоди, яка передбачала «семизначну виплату» від обвинувачів на користь Авеллона. Одночасно двоє обвинувачок відкликали свої початкові звинувачення, заявивши, що «містер Авеллон ніколи не чинив щодо нас сексуального насильства» і що «нам не відомо про будь-які випадки його сексуального насильства над жінками». У тому ж зверненні вони також зазначили, що їхні попередні публічні заяви щодо Авеллона були «неправильно витлумачені».

## Нагороди
- У 2009 році видання IGN включило його до свого списку «100 Найкращих творців ігор усіх часів».[18]

## Роботи

### Відеоігри
| Рік  | Відеогра                                   | Роль у проєкті                          | Розробник               |
| ---- | ------------------------------------------ | --------------------------------------- | ----------------------- |
| 1996 | Conquest of the New World                  | Дизайнер                                | Quicksilver Software    |
| 1997 | Star Trek: Starfleet Academy               | Дизайнер додаткових місій               | Interplay Entertainment |
| 1998 | Descent to Undermountain                   | Провідний дизайнер Дизайнер рівнів      | Interplay Entertainment |
| 1998 | Fallout 2                                  | Дизайнер                                | Black Isle Studios      |
| 1999 | Planescape: Torment                        | Провідний дизайнер Провідний сценарист  | Black Isle Studios      |
| 2000 | Icewind Dale                               | Дизайнер                                | Black Isle Studios      |
| 2001 | Icewind Dale: Heart of Winter              | Дизайнер                                | Black Isle Studios      |
| 2001 | Baldur's Gate: Dark Alliance               | Старший дизайнер                        | Snowblind Studios       |
| 2002 | Icewind Dale II                            | Дизайнер                                | Black Isle Studios      |
| 2004 | Champions of Norrath                       | Дизайнер рівнів Скрипт-доктор           | Snowblind Studios       |
| 2004 | Star Wars Knights of the Old Republic II   | Провідний дизайнер Провідний сценарист  | Obsidian Entertainment  |
| 2006 | Neverwinter Nights 2                       | Старший дизайнер                        | Obsidian Entertainment  |
| 2007 | Neverwinter Nights 2: Mask of the Betrayer | Старший дизайнер                        | Obsidian Entertainment  |
| 2010 | Alpha Protocol                             | Провідний дизайнер Провідний сценарист  | Obsidian Entertainment  |
| 2010 | Fallout: New Vegas                         | Сценарист Керівник проєкту (DLC)        | Obsidian Entertainment  |
| 2014 | FTL: Advanced Edition                      | Сценарист                               | Subset Games            |
| 2014 | Wasteland 2                                | Дизайнер рівнів                         | inXile Entertainment    |
| 2015 | Pillars of Eternity                        | Сценарист                               | Obsidian Entertainment  |
| 2016 | Tyranny                                    | Дизайнер оригінального світу та історії | Obsidian Entertainment  |
| 2017 | Torment: Tides of Numenera                 | Сценарист                               | inXile Entertainment    |
| 2017 | Prey                                       | Сценарист                               | Arkane Studios          |
| 2017 | Divinity: Original Sin II                  | Додатковий наративний дизайнер          | Larian Studios          |
| 2018 | Into the Breach                            | Сценарист                               | Subset Games            |
| 2018 | Pathfinder: Kingmaker                      | Наративний дизайнер                     | Owlcat Games            |
| 2018 | Omensight                                  | Сценарист                               | Spearhead Games         |
| 2019 | Degrees of Separation                      | Сценарист                               | Moondrop                |
|      | Star Wars Jedi: Fallen Order               | Сценарист                               | Respawn Entertainment   |
| 2021 | Pathfinder: Wrath of the Righteous         | Наративний дизайнер                     | Owlcat Games            |
| 2022 | Alaloth: Champions of the Four Kingdoms    | Креативний консультант Сценарист        | Gamera Interactive      |
| 2023 | System Shock                               | Сценарист                               | Night Dive Studios      |
| 2024 | Alaloth: Champions of the Four Kingdoms    | Творчий консультант, письменник         | Gamera Interactive      |
| ЩНВ  | Burden of Command                          | Радник                                  | Green Tree Games        |

### Комікси

#### Серія по «Star Wars»
- Unseen, Unheard (2005)
- Heroes on Both Sides (2006)
- Impregnable (2007)
- Old Scores (2007)
- Graduation Day (2007)

#### Серія «Fallout»
- Fallout: New Vegas, All Roads (2010, входить до складу Fallout: New Vegas collector's edition)

### Фантастика
- The House of Wael (2016, входить до складу спеціального видання Pillars of Eternity)
- The House of Wael том 2 (2018, входить до складу спеціального видання Pillars of Eternity II: Deadfire)

### Модулі настільних рольових ігор
- Dystopia (1994, Champions module під видавництвом Atlas Games)
- The Puzzle Box (2020, входить до складу спеціального видання Pathfinder: Kingmaker)